# Badia d'Hecla i Griper
La badia d'Hecla i Griper és una gran entrada de mar al nord de l'illa de Melville, als Territoris del nord-oest i Nunavut, Canadà. S'obre al nord a l'estret de Hazen. Agafa el nom dels vaixells HMS Hecla i HMS Griper que emprà l'explorador William Edward Parry en la seva primera expedició àrtica de 1819-1820.